# جوآن ریگان
جوآن ریگان (انگلیسی: Joan Regan; ۱۹ ژانویهٔ ۱۹۲۸ – ۱۲ سپتامبر ۲۰۱۳) یک خواننده اهل انگلستان بود. وی بین سال‌های ۱۹۵۳ تا ۲۰۱۳ میلادی فعالیت می‌کرد.